# Brandenburg-Preußen Museum

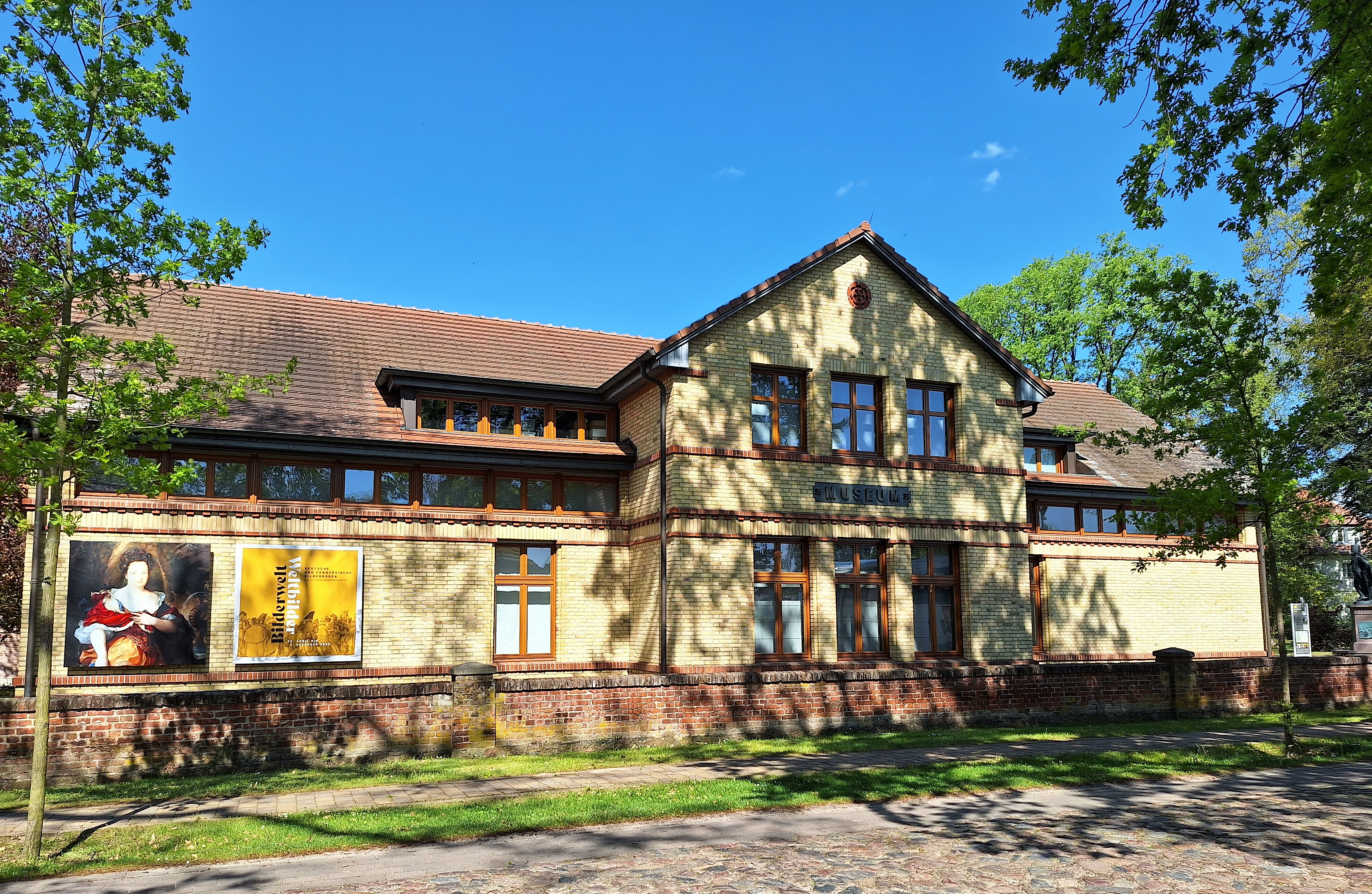
Brandenburg-Preußen Museum (2023)

Das Brandenburg-Preußen Museum ist ein privates Museum zur brandenburgisch-preußischen Geschichte in Wustrau (Landkreis Ostprignitz-Ruppin), das im September 2000 eröffnet wurde. Auf einer Fläche von 350 m² werden Bildung, Wissenschaft, Wirtschaft und Verwaltung in Brandenburg und Preußen von 1415 bis 1918 unter den Hohenzollern dargestellt.

## Geschichte

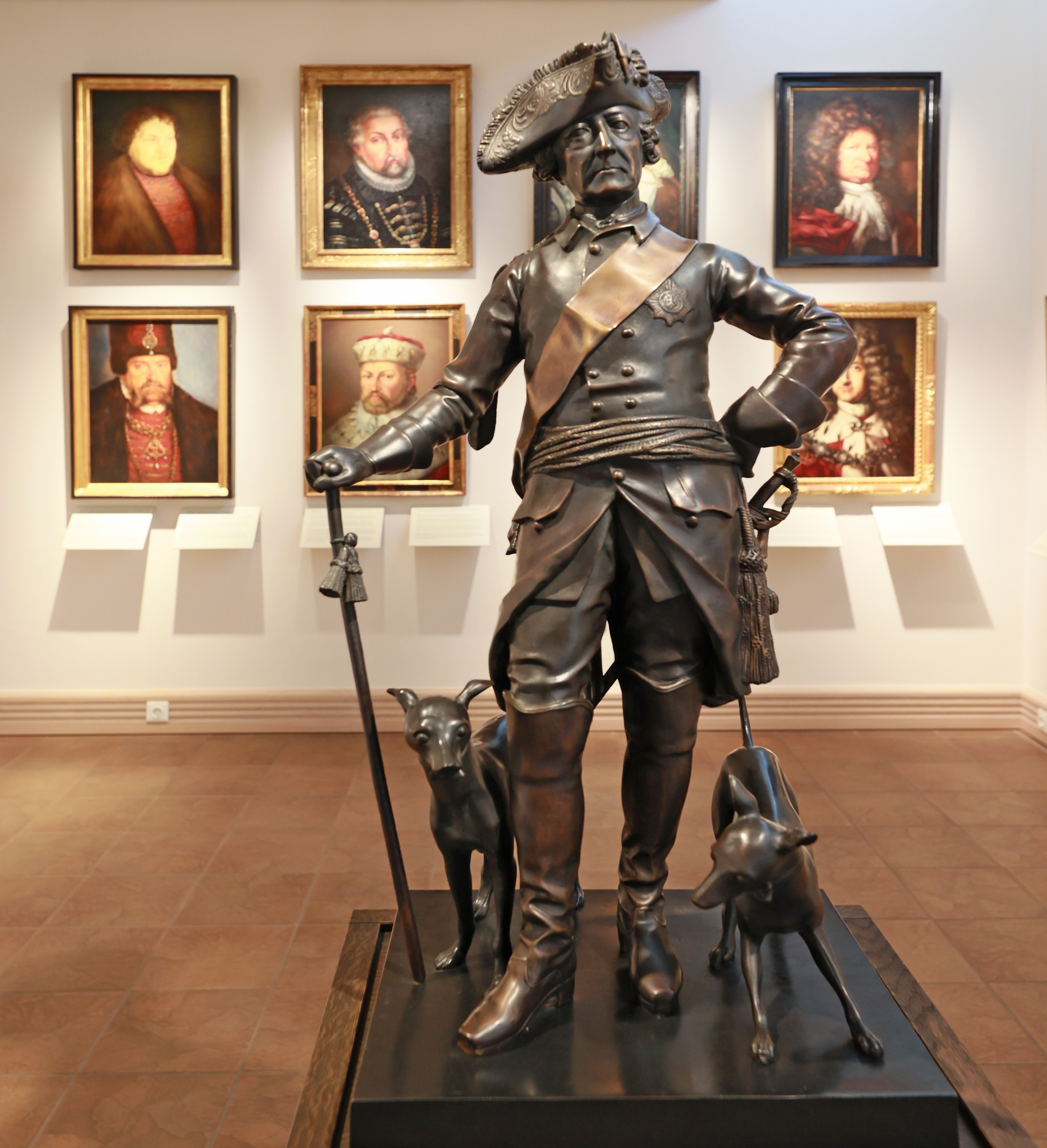
Bronzeabguss Friedrich II. mit Windspielen, Entwurf von Johann Gottfried Schadow (1821), Bronzeabguss der Berliner Bildgießerei Kraas

Gegründet und aufgebaut wurde das Museum im Jahr 2000 auf Initiative des Berliner Privatbankiers Ehrhardt Bödecker  (1925–2016), der es in den Anfangsjahren bis 2013 selbst leitete. 220 Objekte seiner Privatsammlung bildeten den Grundstock für die heutige Dauerausstellung im Museum. Vier Jahre Vorbereitungsarbeit lagen vor der Eröffnung, insbesondere, da für das Museum ein zweistöckiger Neubau auf der Fläche eines ehemaligen Pfarrgartens errichtet wurde. Es handelt sich um ein Gebäude in Klinkerbauweise, das mit handgestrichenen Ziegeln versehen wurde. Im Juni 2023 wurde das auf dem Gelände neu erbaute Veranstaltungshaus eröffnet.
Die Person Ehrhardt Bödeckers und dessen Publikationen, auch im Zusammenhang mit dem Brandenburg-Preußen Museum, waren 2021 in die öffentliche Kritik geraten, da Äußerungen von ihm als antisemitisch und antidemokratisch gewertet wurden. Das Museum bemüht sich diesbezüglich um einen offenen Umgang mit der eigenen Gründungsgeschichte. Die ursprüngliche Museumskonzeption Bödeckers wurde zwischenzeitlich grundlegend verändert.
Ab 2013 übernahm sein Sohn, Andreas Bödecker, die Leitung der Ehrhardt-Bödecker-Stiftung, die 2007 gegründet worden war, um die künftige Arbeit des Museums abzusichern. Interimsweise übernahm er auch die Museumsleitung, bis ein neuer wissenschaftlicher Leiter gefunden war. Ab Februar 2014 bis März 2019 war dies Stephan Theilig. Die kommissarische Leitung übernahm in seiner Nachfolge zunächst Claudia Krahnert, die als Wissenschaftliche Mitarbeiterin bereits im Museum beschäftigt war und direkt nach dem Direktionsübergang inhaltlich für die Sonderausstellung Marie Goslich – Aufbruch aus der Fontane-Zeit verantwortlich zeichnete. Im Oktober 2020 übernahm Christian Arpasi die Museumsleitung. Er war zuvor stellvertretender Bereichsleiter im Schloss Sanssouci.
Ein Schwerpunkt des Museums ist die Museumspädagogik. Dafür hat das Museum Kooperationen mit verschiedenen Schulen der Region initiiert. Darüber hinaus besteht eine enge Zusammenarbeit mit polnischen Institutionen. Im Jahr 2022 startete das Museum auf Initiative von Christian Arpasi einen monatlichen Podcast unter dem Titel Preußisch Blau, der von Arpasi moderiert wird und zum Ziel hat, „unterhaltsam historisches Wissen“ zu vermitteln. Bisherige Themen waren etwa schwierige Vater-Sohn-Beziehungen am Preußischen Königshaus, die Frage, was Preußische Werte und Tugenden ausmacht sowie Reisen im Zeitalter der Industrialisierung.

## Sammlung und Ausstellungen

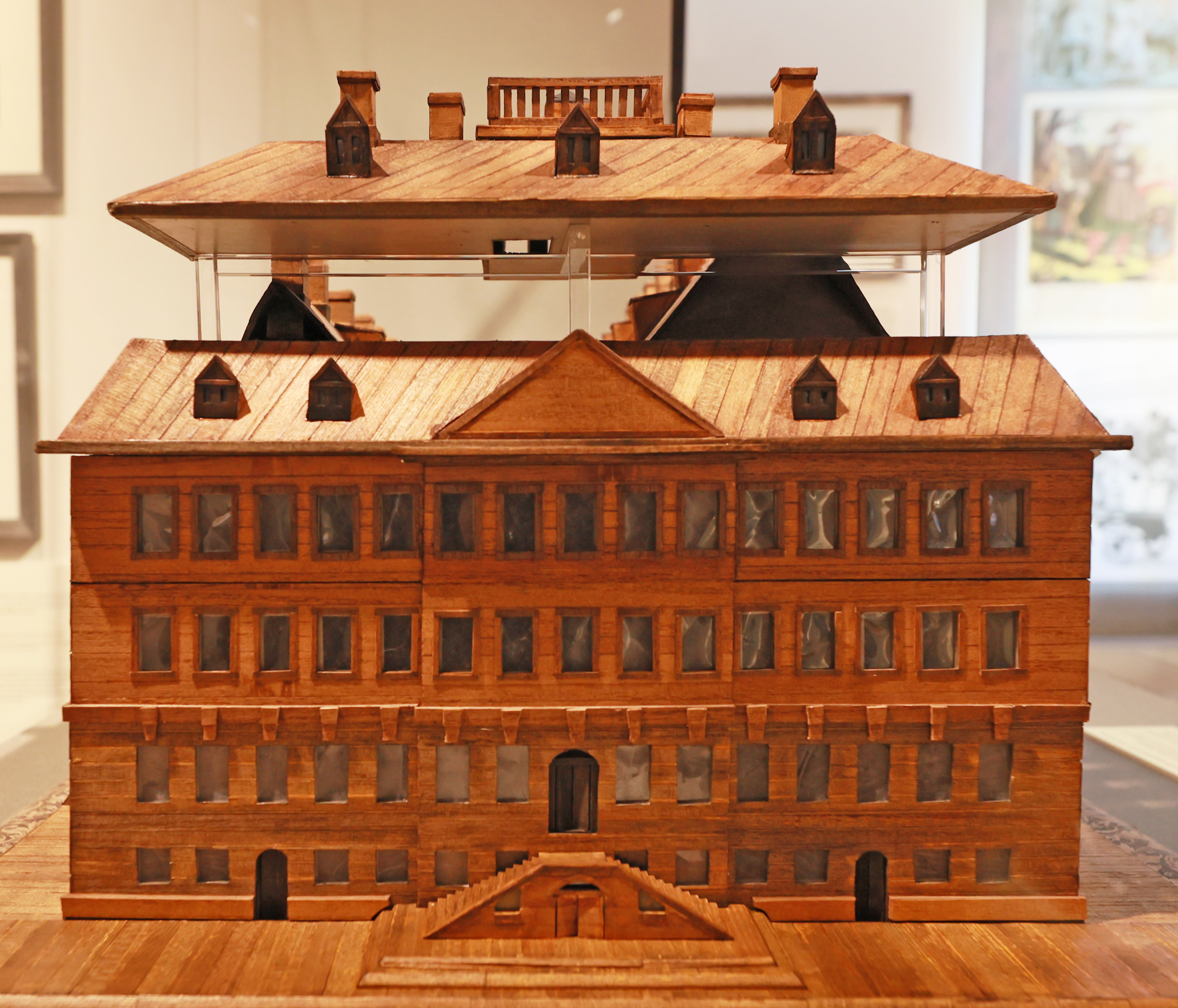
Nachbau eines Anschauungsmodells der Franckeschen Stiftungen zu Halle (um 1730), Hauptausstellung

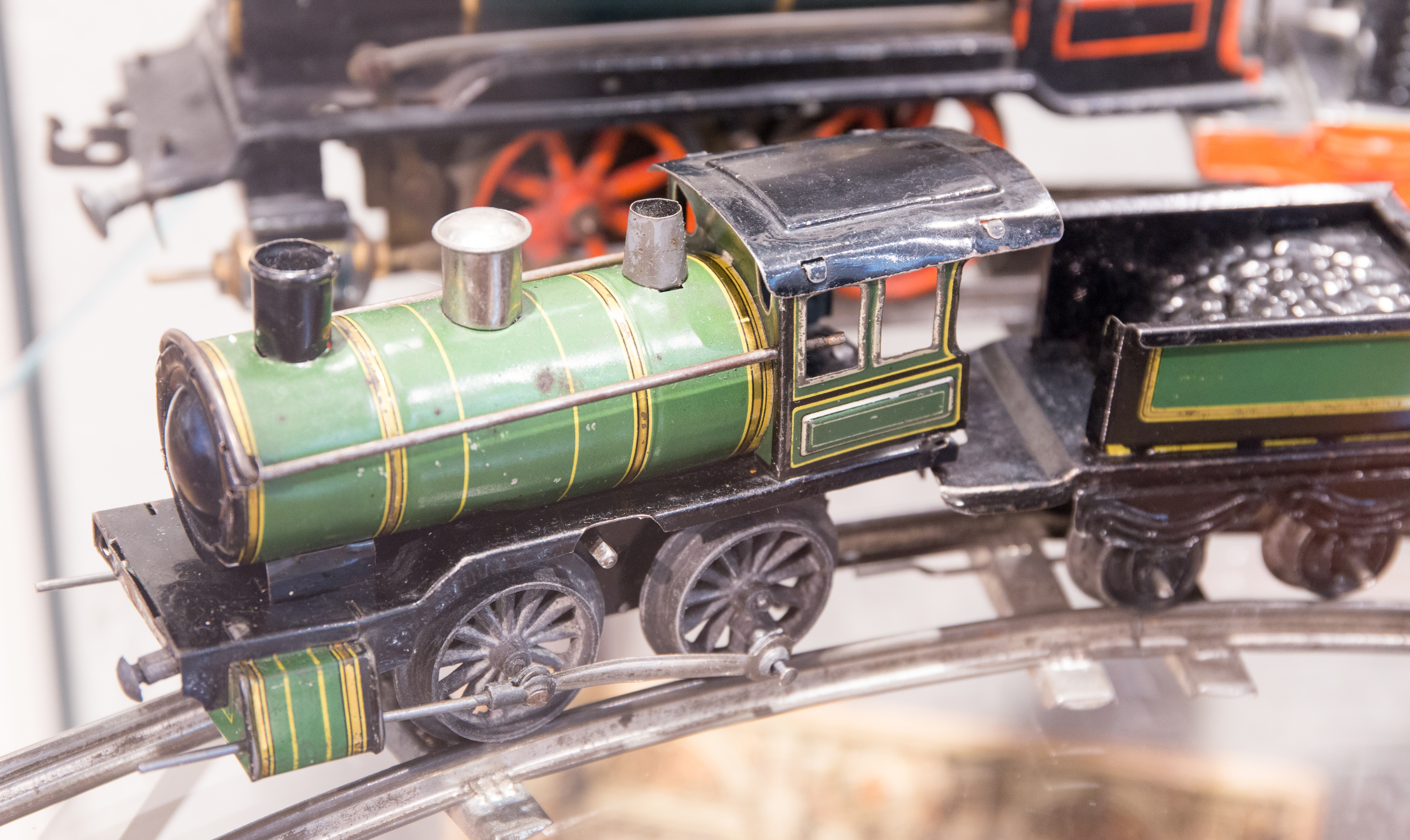
Blechspielzeug der Firmen Märklin und Johann Andreas Issmayer (Ende des 19. Jh.), Hauptausstellung

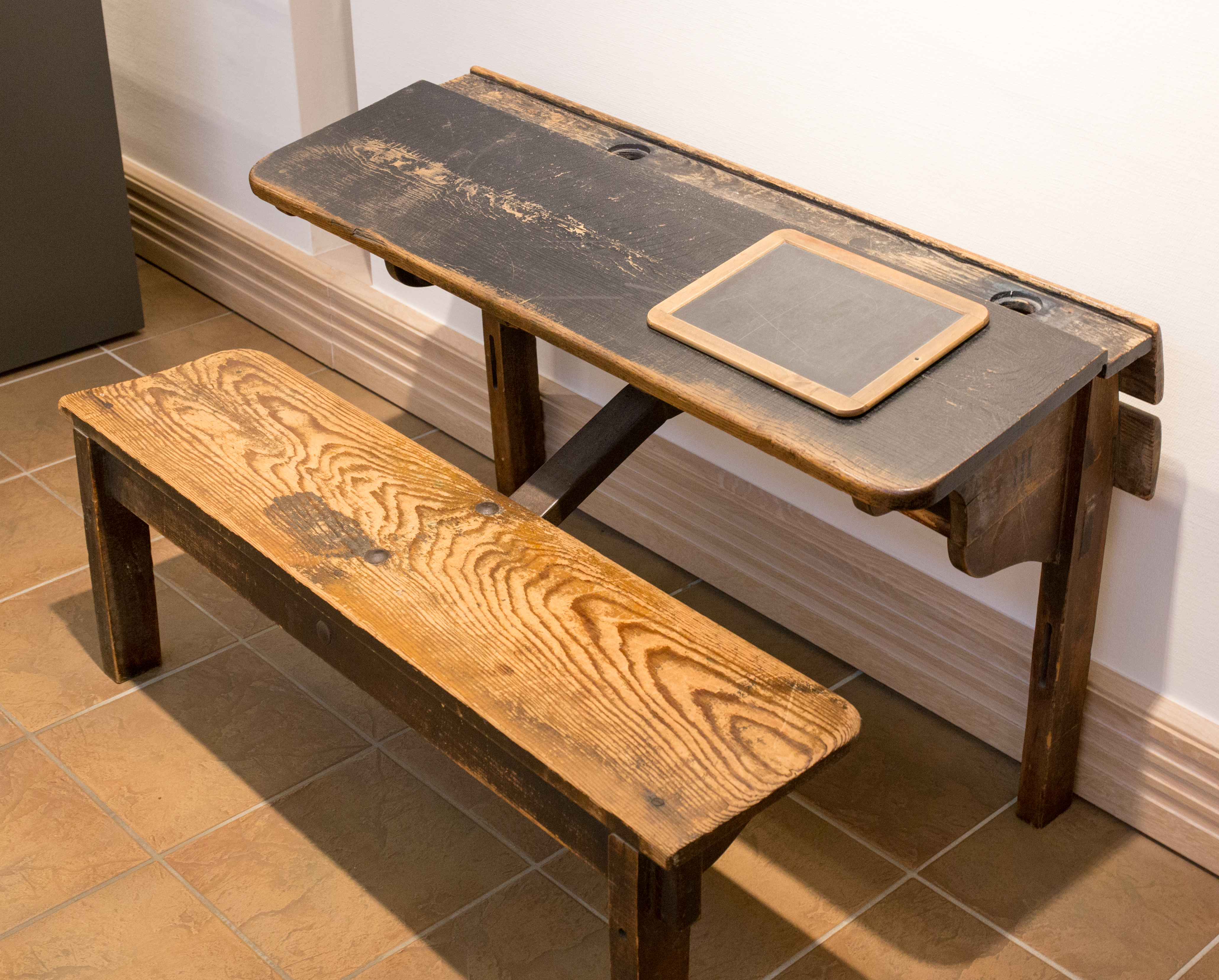
Schulbank (20. Jh.), Hauptausstellung

Die Sammlung und Ausstellungen konzentrieren sich auf die Geschichte Brandenburgs und Preußens, der Mark Brandenburg wie auch des historischen Preußens im Baltikum und heutigen Polen vom beginnenden 15. bis in das 20. Jahrhundert. Jährlich wechselnde Sonderausstellungen ergänzen die Kernausstellung, darunter 2014 die Ausstellung Türken, Mohren und Tataren – Muslime in Brandenburg-Preußen, die 2017 im Kreml von Kasan in der Republik Tatarstan gezeigt wurde. Im Jahr 2020 wurde die Hauptausstellung grundlegend neu konzipiert.

### Hauptausstellung
Die Hauptausstellung befindet sich im Erdgeschoss des zweistöckigen Museumsgebäudes. Sie beleuchtet die 500-jährige Geschichte Brandenburgs und Preußens von der Christianisierung im Mittelalter bis zum Ende des Ersten Weltkrieges und der Hohenzollernherrschaft im Jahr 1918.

### Sonderausstellungen
Die Ausstellungsräume im 1. Obergeschoss des Museums sind wechselnden Sonderausstellungen vorbehalten.
- Die preußische Königskrönung 1701 und ihre Ausstrahlung auf Deutschland und Europa in Kooperation mit dem Geheimen Staatsarchiv Preußischer Kulturbesitz Berlin, vom 28. April 2001 bis 4. November 2001.
- Brandenburg-Preußen und das Recht in Kooperation mit dem Brandenburgischen Oberlandesgericht Brandenburg/Havel, vom 13. April 2002 bis 29. September 2002.
- Preußische Kadetten in Kooperation mit dem Förderverein Militärmuseum Brandenburg-Preußen e.V. Potsdam, vom 16. November 2002 bis 6. Juli 2003.
- Die Bismarcks auf Briest – der preußische Landadel in Kooperation mit Frau Maren v. Bismarck-Briest, Geltow/Briest, vom 22. November 2003 bis 26. September 2004.
- Preußische Herrenhäuser in Brandenburg – Tradition, Rückkehr und Neubeginn nach der Wiedervereinigung in Kooperation mit dem Freundeskreis Schlösser und Gärten der Mark in der Deutschen Gesellschaft e.V. Berlin, vom 23. Januar 2005 bis 30. September 2005.
- Bildung und Schule in Preußen in Kooperation mit den Franckeschen Stiftungen zu Halle, vom 22. Januar 2006 bis 30. September 2006.
- Preußische Garnisonen in Brandenburg in Kooperation mit dem Förderverein Militärmuseum Brandenburg-Preußen e.V Potsdam, vom 25. Februar bis 30. September 2007.
- Schätze der Reichsdruckerei in Kooperation mit der Bundesdruckerei Berlin, vom 7. Oktober 2007 bis 31. August 2008.
- Sieben Parks in der Prignitz in Kooperation mit dem Schloßmuseum Wolfshagen, vom 8. November 2008 bis 13. April 2009.
- Preußens Frauen in Kooperation mit der Martin-Luther-Universität Halle-Wittenberg, vom 9. Mai 2009 bis 31. Oktober 2009.
- Geschichte und Gegenwart der Franckeschen Stiftungen in Kooperation mit den Franckeschen Stiftungen zu Halle, vom 28. November 2009 bis 28. Februar 2010.
- 10 Jahre Museum – Nachdenken über Preußen, vom 26. September 2010 bis 13. Februar 2011.
- Preußen in Ägypten, vom 27. August 2011 bis 8. Januar 2012.
- Friedrich der Große als praktischer Aufklärer, vom 22. Januar 2012 bis 7. Oktober 2012.
- Die Bücher des Königs, vom 20. November 2012 bis 7. Dezember 2012.
- Pflichtaufgabe Staat! Friedrich Wilhelm I. und der Hallesche Pietismus, vom 6. April 2013 bis 30. September 2013.
- Türcken, Mohren und Tartaren. Muslime in Brandenburg-Preußen in Kooperation mit ICATAT und Yunus Emre Institut, vom 22. März 2014 bis 5. Oktober 2014.
- Bismarck 200 – Von Waterloo bis Friedrichsruh, vom 26. April 2015 bis 22. November 2015.
- Polen und Preußen – Prusy i Polska, vom 28. Mai 2016 bis 31. Oktober 2016.
- Esel, Teufel, Schwein – Böse Seiten der Reformation, vom 25. März 2017 bis 10. Dezember 2017.
- Germania Slavica und der Lebuser Silberschatz. Die slawische Geschichte von Brandenburg und Berlin, vom 2. März 2018 bis 16. September 2018.
- Kriegsende – 1918 – Koniec Wojny, Ergebnis eines deutsch-polnischen Schülerprojektes des Brandenburg-Preußen Museums mit vier Schülerteams aus Deutschland (Minden, Neuruppin) und Polen (Warschau und Mońki), vom 29. September 2018 bis 24. März 2019.
- Marie Goslich – Aufbruch aus der Fontane-Zeit, vom 14. April 2019 bis 8. Dezember 2019.
- Wilde Heimat Brandenburg, Fotografien von Anke Kneifel, vom 22. März 2020 bis 6. Dezember 2020.
- [K]ein Kinderspiel – Spielzeug als Spiegel der Industrialisierung, vom 21. März 2021 bis 11. Dezember 2022.
- Bilderwelt. Weltbilder, Ausstellung über Bilderbogen, welche mit Hilfe der Lithografie gedruckt wurden, vom 30. April 2023 bis Dezember 2024.

## Exponate

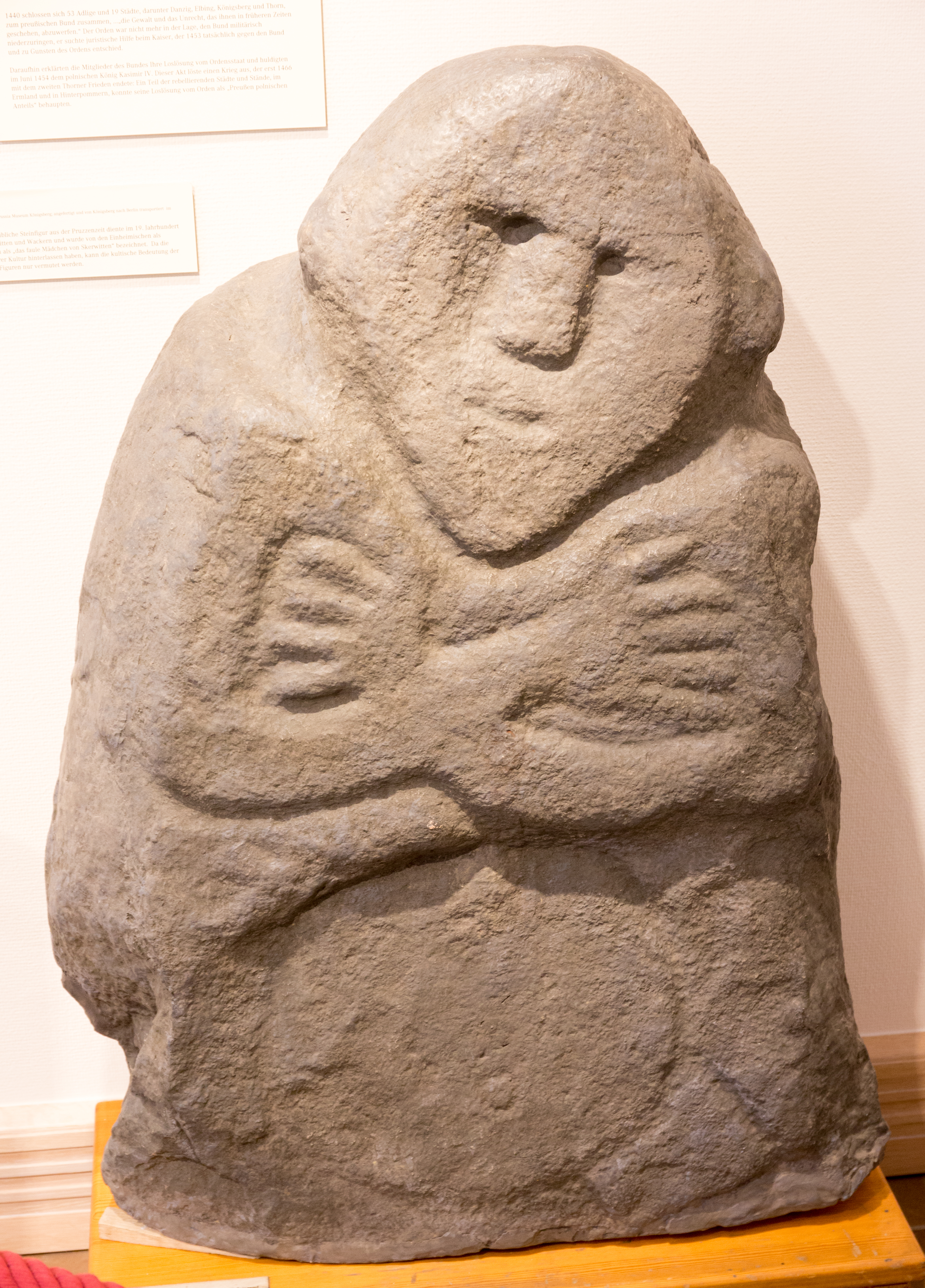
Pruzzische Babe (um 800), Fundort Hussehnen-Rossitten bei Kaliningrad

Zu den mehr als 500 ausgestellten Exponaten gehören unter anderem:
- Eine Sammlung von Gemälden aller 20 brandenburgischen Kurfürsten, preußischen Könige und deutschen Kaiser aus dem Hause der Hohenzollern sowie weitere Porträts einzelner Kurfürstinnen, berühmter Frauen, Philosophen sowie Politiker des aus Dresden stammenden Malers Christoph Wetzel.
- Eine Pruzzische Babe (um 800). Gipsabguss einer Steinstele von 1895 aus dem ehemaligen Prussia-Museum Königsberg, angefertigt und von Königsberg nach Berlin transportiert im Auftrag Kaiser Wilhelms II. Die wohl um das Jahr 800 entstandene weibliche Steinfigur aus der Pruzzenzeit diente im 19. Jahrhundert als Grenzstein zwischen Hussehnen, Rossitten und Wackern und wurde von den Einheimischen als „Mannkesteen“ (Männchenstein) oder auch als „das faule Mädchen von Skerwitten“ bezeichnet. Da die Pruzzen keine schriftlichen Zeugnisse ihrer Kultur hinterlassen haben, kann die kultische Bedeutung der vielerorts in Preußen gefundenen Baben-Figuren nur vermutet werden.[10]
- Eine der wenigen noch erhaltenen Grenadiermützen des Regiments „Prinz Heinrich“.
- Zahlreiche Objekte aus der Spielzeugsammlung Anneliese Bödeckers, darunter Blechspielzeug aus dem 19. Jahrhundert von der Firma Ernst Paul Lehmann (EPL) aus Brandenburg an der Havel sowie der Firma Märklin.
- Bronzeabguss der Berliner Bildgießerei Kraas von Friedrich II. mit Windspielen, Entwurf von Johann Gottfried Schadow (1821), auch „Kleiner Fritz“ genannt.

## Publikationen
- Bismarck 200 – Von Waterloo bis Friedrichsruh. Rombach Verlag, Freiburg 2015, ISBN 978-3-7930-9813-3.
- Polen und Preußen – Prusy i Polska. Rombach Verlag, Freiburg 2016, ISBN 978-3-7930-9852-2.
- Esel, Teufel, Schwein – Böse Seiten der Reformation. Rombach Verlag, Freiburg 2017, ISBN 978-3-7930-9886-7.
- Kriegsende – 1918 – Koniec Wojny. Edition Bodoni, Buskow 2018, ISBN 978-3-940781-96-3.
- Anke Kneifel: Wilde Heimat Brandenburg. Edition Bodoni, Buskow 2020, ISBN 978-3-947913-11-4.
- Christian Arpasi, Andreas Bödecker: [K]ein Kinderspiel: Spielzeug als Spiegel der Industrialisierung. Bebra-Verlag, Berlin 2021, ISBN 978-3-89809-198-5.
- Andreas Bödecker, Helga Tödt: Spione, Erfinder, Unternehmer. Preußens Industrialisierung in Lebensbildern. Bebra-Verlag, Berlin 2022, ISBN 978-3-89809-206-7.
- Helga Tödt: Mikrobenjäger. Forscherporträts aus sechs Jahrhunderten. Bebra-Verlag, Berlin 2023, ISBN 978-3-89809-214-2.
- Bilderwelt. Weltbilder – nicht nur in Brandenburg. Sonderheft von Die Mark Brandenburg. Zeitschrift für die Mark und das Land Brandenburg. 1. Dezember 2023. Ammian Verlag, Berlin 2023, ISBN 978-3-948-05285-0.